# Fratelli D’Alessandri

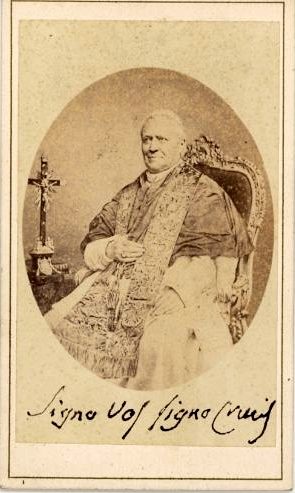
Portrét Pia IX.

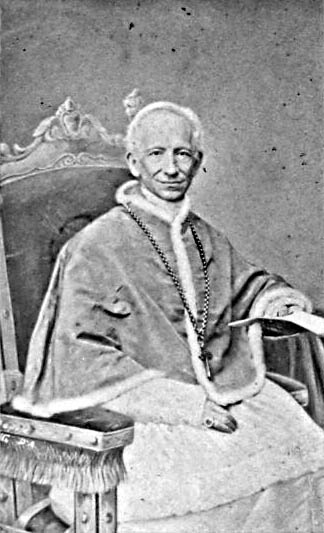
Papež Lev XIII.

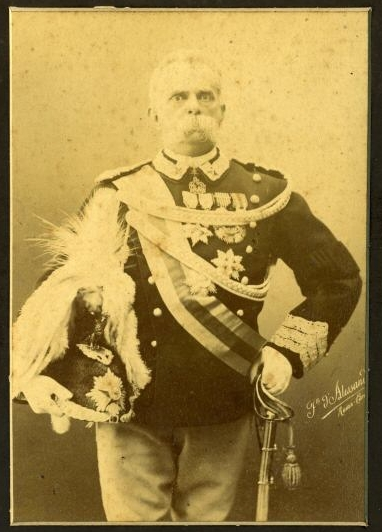
Umberto I. Dobrý

Bratři Alessandriové – Antonio D'Alessandri (L'Aquila, 1818 – Řím, 1893) působil jako kněz a jeho bratr Francesco Paolo (L'Aquila, 1824 – Řím, 1889) byl fotograf. Spolu vlastnili fotografický ateliér v Římě, který provozovali pod jménem Fratelli d'Alessandri. Patří mezi nejvýznamnější v Itálii 19. století a představují významnou část v historii italské fotografie.

## Životopis
Po odchodu z L'Aquily do Říma se oba bratři usadili v hlavním městě při putování Evropou. Chtěli využít některé z technických inovací. Proto se na počátku padesátých let, kdy rostl zájem o fotografii, zaměřili především na novou metodou fotografického procesu kolodiového tisku Angličana Fredericka Scotta Archera, který celý proces získání fotografií činil jednodušší a rychlejší.
V jednom ze svých spisů o historii fotografie v Římě Silvio Negro uvádí, že laboratoř bratří Alessandriů byla prvním profesionálním studiem otevřeným v hlavním městě. Antonio, jakožto katolický kněz, musel požádat o výjimku, aby mohl svobodně vykonávat povolání fotografa, kterou mu udělila církevní autorita.

### Portréty papeže a papežského dvoru
Členství Antonia v duchovních organizacích a nesporné technické a umělecké nadání, podpořil úspěch společnosti. Oba bratři získali první povolení ke vstupu do Vatikánu, aby pořídili portréty Pia IX. a dokumentovali jeho dvůr.
Sláva dvou fotografů se šířila mezi římskou šlechtou a vysokými preláty. V seznamu zákazníků se objevili králové Neapole v exilu a brzy začaly přicházet žádosti ze zahraničí.

### Válečné zpravodajství
Hledání nových témat vedlo bratry d'Alessandriovy v roce 1862 fotografovat tábory Zouaves pontificaux, pak v roce 1867 rozsah bitvy u Mentana, čímž se předpokládá, že byli mezi prvními válečnými reportéry v Itálii.
Během římské výstavy fotografií v roce 1953 byly vystaveny fotografie pořízené v Mentaně: pohledy na bojiště, mrtví na silnici, trofeje Garibaldiho a další.
V roce 1870 kvůli fotografiím bersaglierů u Porta Pia došlo k negativní reakci ze strany orgánů Vatikánu, které zrušily D'Alessandrovi všechny dříve udělené monopoly. V souladu s církevními úřady dospěli k názoru, že Don Antonio navždy raději opustí své kněžství.

### Fotografie Říma
Ateliér obou bratrů byl přejmenován a již nenesl potřebná oprávnění. Práce vykonaná v průběhu těchto let je neméně důležitá a trvala déle než dvě desetiletí. Dokumentární snímky města Říma má zásadní význam pro historii města. S těmito snímky můžeme přestavět město Řím tak jak vypadal na konci 19. století: budovy a ulice, celé čtvrti dnes zmizelé, portréty členů šlechty, obyčejní lidé při práci, obrázky náboženského a společenského života. V roce 1887 dali stavební inženýři z Říma příkaz bratrům pořídit fotografickou dokumentaci stavu Tibery před a po výstavbě přehrady.
Po smrti obou zakladatelů činnost studia pokračovala až do 30. let 20. století a díky Renato Titovi, synu a vnuku Francesca Paola.

## Sbírky
Výběr sbírek:
- Musée de Rome
- Archives photographiques communales, Rome
- Bibliothèque Vallicelliana, Rome
- Fondation Fratelli Alinari, Florencie
- National Portrait Gallery, Londýn
- Naples, Archives du Théâtre[nedostupný zdroj];
- Bologne, Bibliothèque communale de l’Archiginnasio;

## Galerie

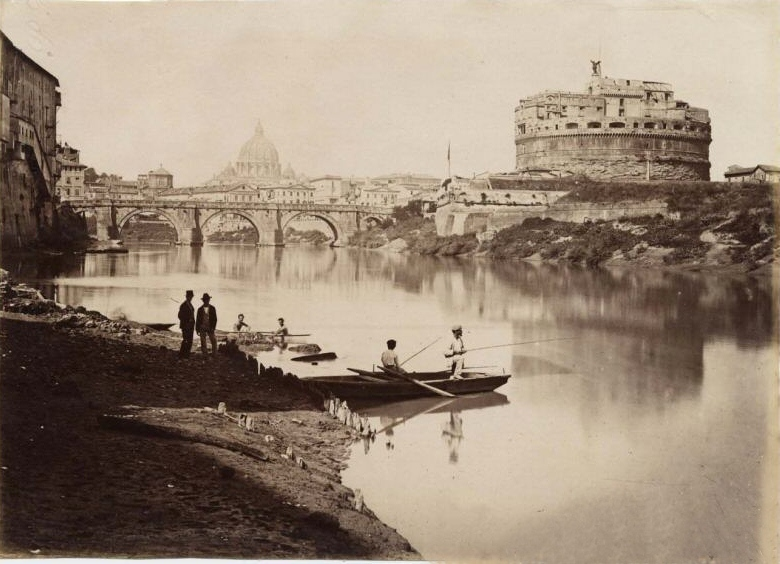
Řím, Veduta generale del Ponte e Castel S. Angelo
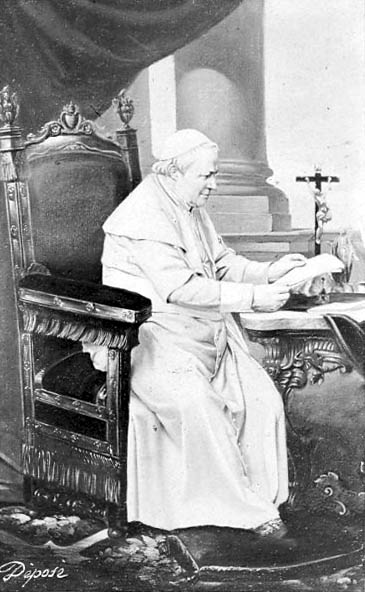
Pius IX.
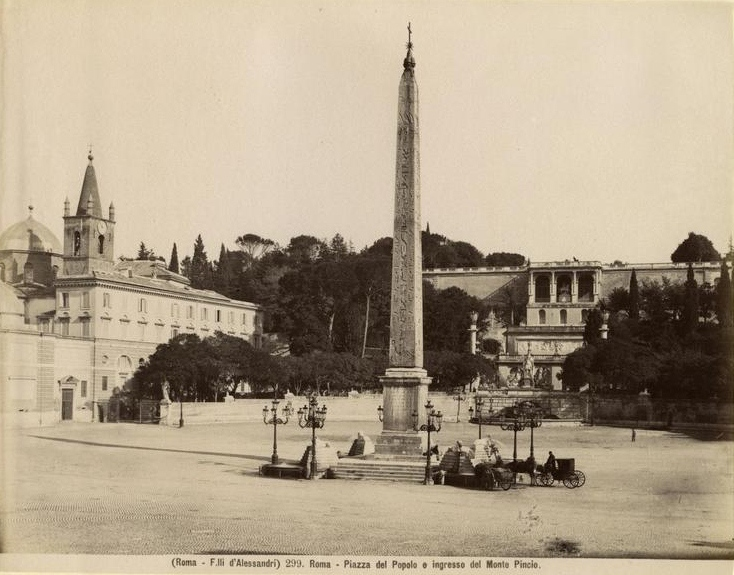
Řím, Piazza del Popolo e ingresso del Monte Pincio
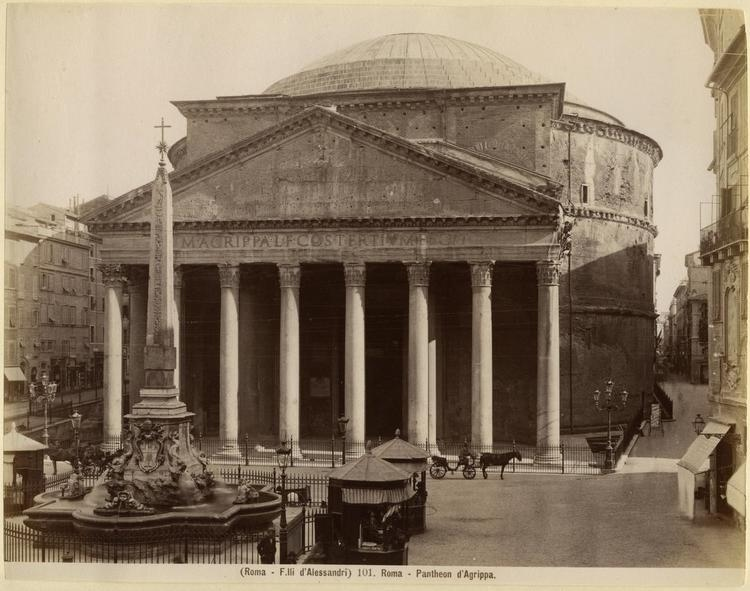
Řím, Pantheon d'Agrippa
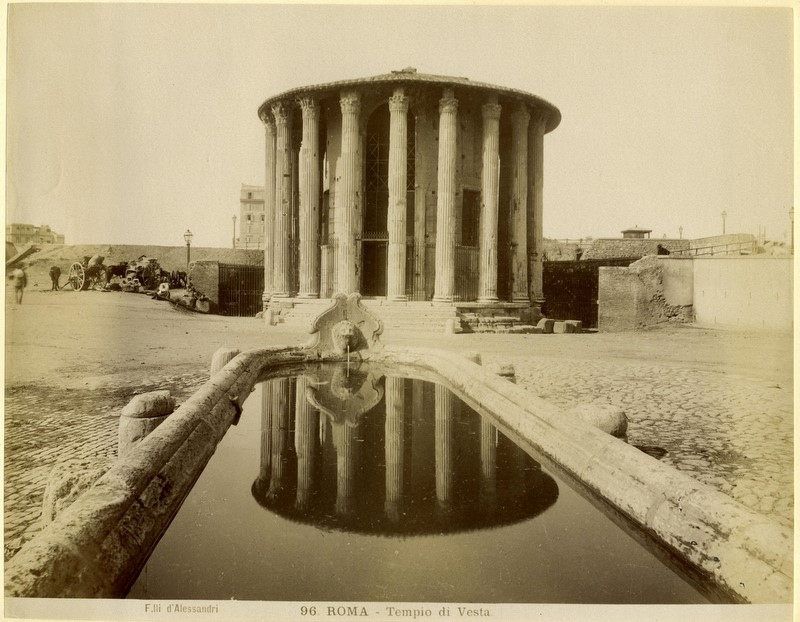
Řím, Tempio di Vesta
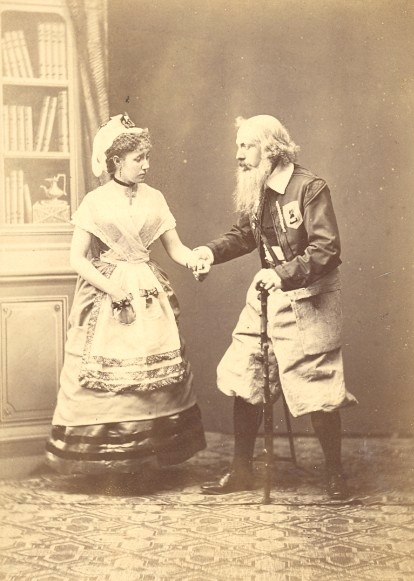
Dva herci v kostýmech, 1870–1880
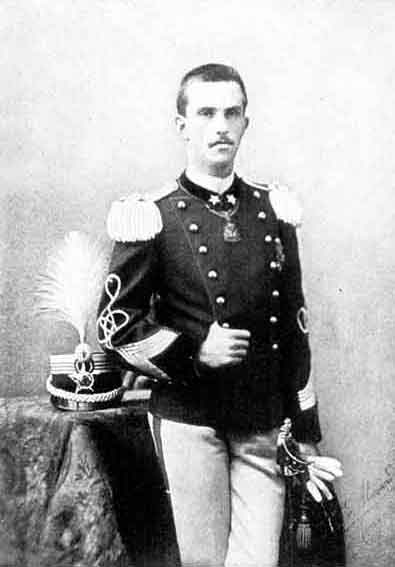
Victor Emmanuel III
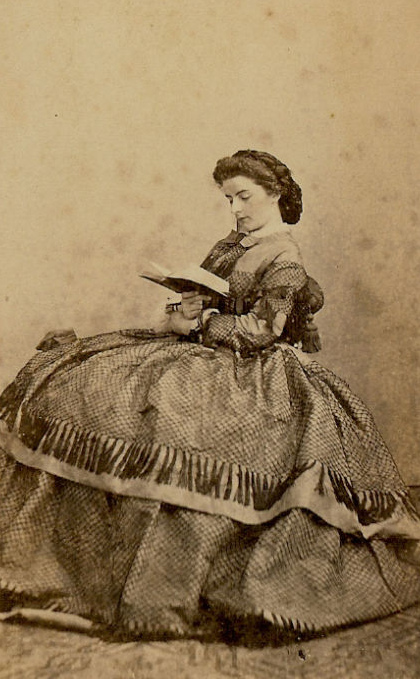
Marie Žofie Amálie Bavorská, bavorská princezna a poslední královna obojí Sicílie